# Hiéroglyphe égyptien M25
Pour les articles homonymes, voir Jonc (homonymie).
Le jonc swt en fleur sur bouche, en hiéroglyphes égyptiens, est classifié dans la  section M « Arbres et plantes » de la liste de Gardiner ; il y est noté M25.

## Représentation
Il représente la combinaison d'un plant de l'espèce swt, un genre de jonc, de souchet, de scirpe, de laîche, de carex ou autre de la famille des cypéracée en fleur (hiéroglyphe M26) planté sur une bouche mi ouverte (hiéroglyphe D21). Il est translittéré šmˁ.

## Utilisation
| M24 |

| M24 |

| M26 |

| M26 |

| M26 |

| M26 |

| M24 |

| M24 |

| M24 | t · w |

| M24 | t · w |

| M24 | t · w |

| M24 | t · w |

| M26 |

| M26 |

| M26 | a · w | N24 |

| M26 | a · w | N24 |

| M26 | a · w | N24 |

| M26 | a · w | N24 |